# Luftangriffe 2020 in Balyun
Die Luftangriffe 2020 in Balyun waren der größte türkische Verlust im Syrischen Bürgerkrieg.
Am 27. Februar 2020, während des Höhepunkts der syrischen Offensive „Dawn of Idlib 2“, flogen die russische und die syrische Luftwaffe Luftangriffe gegen einen Konvoi der Türkischen Armee in Balyun (Idlib). Dabei starben nach Angaben des Türkischen Präsidenten Recep Tayyip Erdoğan 34 türkische Soldaten; nach anderen Quellen aus Regierungskreisen sollen 50 bis 100 türkische Soldaten ums Leben gekommen sein. Zwischen 36 und 60 Soldaten erlitten Verwundungen, 16 davon lebensbedrohliche. Der Angriff verursachte die größten Verluste der Türkischen Armee im Ausland seit ihrer Invasion in Zypern 1974. Als Reaktion auf den Luftschlag begannen die Türkischen Streitkräfte die Operation Spring Shield in der Provinz Idlib.

## Ablauf
Gegen 11 Uhr vormittags des 27. Februar 2020 begannen zwei russische Sukhoi Su-34 und zwei syrische Su-22 Jagdbomber intensiv die Truppen von Hayat Tahrir al-Sham im ländlichen Süden der Provinz Idlib zu bombardieren. Russischen Quellen zufolge verübten türkische Truppen nach 13 Uhr mehr als 15 Angriffe mit MANPADS gegen die russischen und syrischen Jets, wobei manche der russischen Flugzeuge durch Ausweichmanöver beschädigt worden sein sollen.
Gegen 17 Uhr wurde ein 400 Mann starkes türkisches Panzergrenadier-Bataillon, das sich im Konvoi bewegte, auf der Straße zwischen al-Bara und Balyun, rund fünf Kilometer nördlich von Kafr Nabl aus der Luft angegriffen. Ein leichter Luftschlag durch eine Su-22 brachte den Konvoi zum Stehen, woraufhin ein weiteres Bombardement 80 türkische Soldaten der 65. Panzergrenadierbrigade zwang, in nahe gelegenen Gebäuden Zuflucht zu suchen. Der Nachrichten-Website Al-Monitor zufolge, warfen russische Jets daraufhin vermutlich KAB-1500L Bomben ab, wodurch zwei Gebäude einstürzten und zahlreiche Soldaten unter den Trümmern begruben. Tags darauf bestritt die russische Regierung, in der Gegend Luftschläge ausgeführt zu haben und gab stattdessen an, man habe versucht, das syrische Militär zu einer Feuerpause zu bewegen, um die Evakuierung der türkischen Truppen zu ermöglichen; außerdem hätten sich gar keine türkischen Kräfte in jener Gegen aufhalten sollen, wo „Anti-Terror-Operationen“ ausgeführt würden, und die Türkei habe es versäumt, die Gegenwart ihrer Soldaten anzukündigen.
Die türkische Regierung hingegen erklärte, das russische Militär sei bereits informiert gewesen über die Koordinaten der türkischen Truppen, da es regelmäßigen Austausch darüber gegeben habe.

## Folgen
Die türkische Armee löste die 65. Brigade nach den Verlusten auf; die überlebenden Soldaten wurden anderen Einheiten zugeteilt.
Nach Angaben des Türkischen Verteidigungsministeriums reagierte die Türkei mit Gegenschlägen, bei denen 329 syrische Soldaten „neutralisiert“ worden seien; zerstört worden seien fünf Militärhubschrauber, 23 Kampfpanzer, 10 gepanzerte Fahrzeuge, 23 großkalibrige Geschütze und Haubitzen, fünf Munitionstransporter, ein SA-17 und ein SA-22 Luftawehrsystem, drei Munitionsdepots, zwei Lager sowie ein Hauptquartier der syrischen Regierung, was nicht bestätigt werden konnte. Ein Offizieller des syrischen Militärs bestätigte erhebliche Zerstörungen. Die Syrische Beobachtungsstelle für Menschenrechte berichtete, dass 138 syrische Soldaten und Milizionäre sowie 27 andere verbündete ausländische Kämpfer (iranische Kämpfer und Kämpfer der Hisbollah) durch Angriffe türkischer Drohnen und Artillerie zwischen 28. Februar und 5. März getötet worden seien. Syrisches Regierungs-Feuer habe sieben türkische Soldaten getötet und 21 weitere verletzt.
Am Tag nach dem russischen Luftschlag kam es vor dem russischen Konsulat in Istanbul zu Protesten.
Der türkische Außenminister Mevlüt Çavuşoğlu sprach mit NATO-Generalsekretär Jens Stoltenberg über den Vorfall.
Da eine direkte militärische Konfrontation zu riskant war, unterstützte Ankara Russlands Gegner in anderen Konflikten, insbesondere in der Ukraine und in Libyen. Die Türkei nutzte Libyen von April – Juni 2020 als Gegenfront gegen Russland, um nach den Ereignissen in Syrien Russland unter Druck zu setzen und Wagner-Söldner zu schwächen.
Die türkischen Drohnenangriffe und Luftoperationen führten zu erheblichen russischen Verlusten, was als eine indirekte Revanche für Idlib gesehen werden kann.
Als weitere Reaktion auf die Spannungen mit Russland in Syrien, insbesondere nach dem Luftangriff auf türkische Truppen in Balyun (Februar 2020), hatte die Türkei ihre militärische Zusammenarbeit mit der Ukraine intensiviert. Die türkischen Drohnenlieferungen an die Ukraine waren keine direkte Revanche für den Angriff in Balyun, aber sie passten in eine größere Strategie, um Russland in mehreren Regionen gleichzeitig unter Druck zu setzen, insbesondere in Syrien, Libyen, und der Ukraine.